# Maurice Rémy
Maurice Rémy (* 1912 in Zürich; † 2000) war ein Schweizer Psychiater.

## Werdegang
Rémy studierte Medizin in Freiburg, Lausanne und Paris. Von 1941 bis 1943 war er als Assistent an der Psychiatrischen Klinik der Universität Bern tätig. Dort promovierte er 1942 mit einer Arbeit über das Korsakow-Syndrom. Er arbeitete vier Jahre lang in der kantonalen psychiatrischen Klinik Malévoz in Monthey, bevor er 1947 an die Klinik in Bern zurückkehrte.
Rémy war ein Schüler von William Grey Walter und leitete ab 1949 an der Psychiatrischen Klinik Bern das neu eingerichtete fünfte klinische EEG-Labor.
Er war Professor an der Universität Fribourg sowie Direktor der Heil- und Pflegeanstalt von Marsens und Präsident der Schweizerischen Gesellschaft für Psychiatrie und Psychotherapie (SGPP).

## Schriften (Auswahl)
- Mit Martin Reichardt, Gustav Ernst Störring, Ernst Grünthal, Theodor Spoerri und Hans Binder. Allgemeine und spezielle Psychiatrie: Ein Lehrbuch für Studierende und Aerzte. Basel: S. Karger / Stuttgart: G. Fischer, 1955. 704 Seiten. OCLC 603614342
- Die psychiatrische Klinik Marsens und die Behandlung der Süchtigen. In: Alcoolisme - toxicomanie : bulletin de la commission cantonale pour la lutte contre l'alcoolisme et les toxicomanies. 1978, Nr. 2, S. 20–24. OCLC 715592434